# Neopsammodius interruptus
Neopsammodius interruptus är en skalbaggsart som beskrevs av Thomas Say 1835. Neopsammodius interruptus ingår i släktet Neopsammodius och familjen Aphodiidae. Inga underarter finns listade i Catalogue of Life.